# Air Marshall Islands

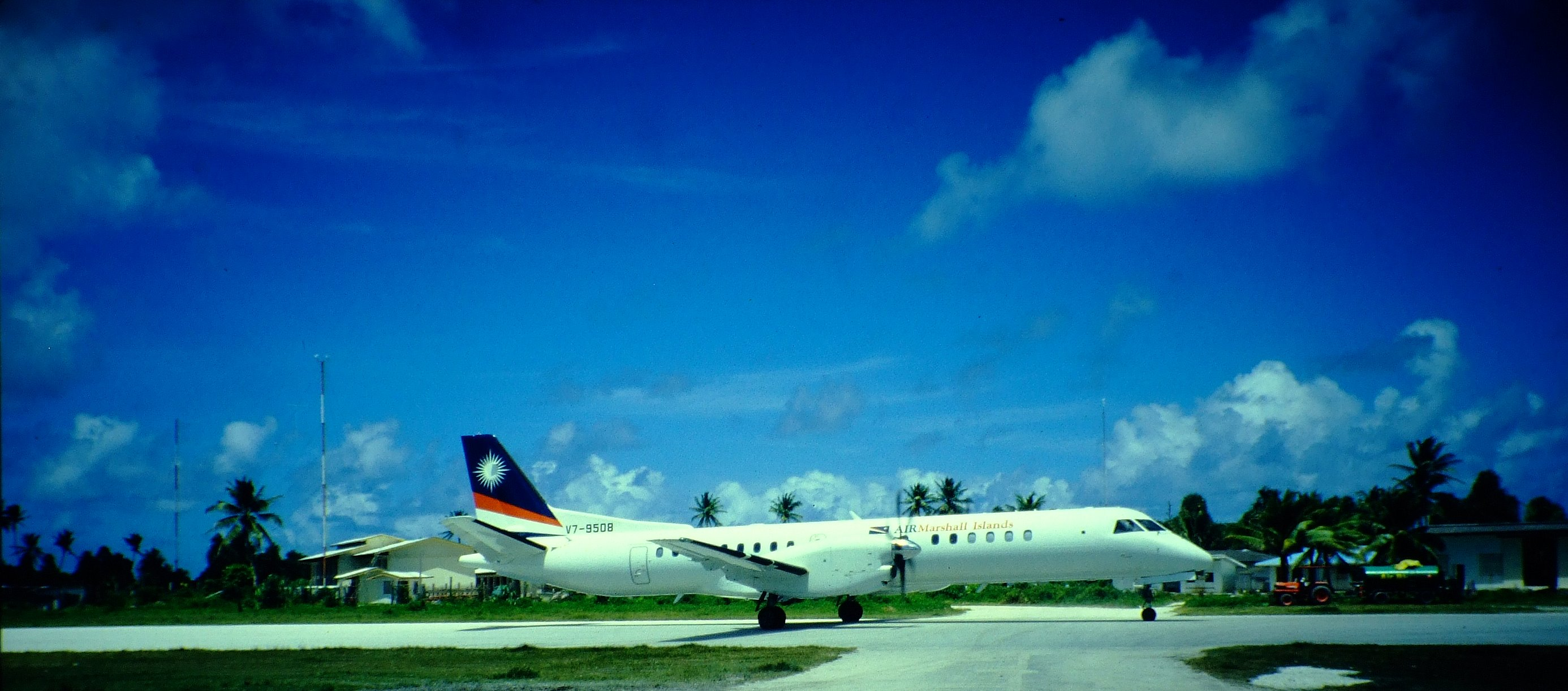
Az Air Marshall Islands Saab 2000 gépe a funafuti nemzetközi repülőtéren, Tuvalun (1996)

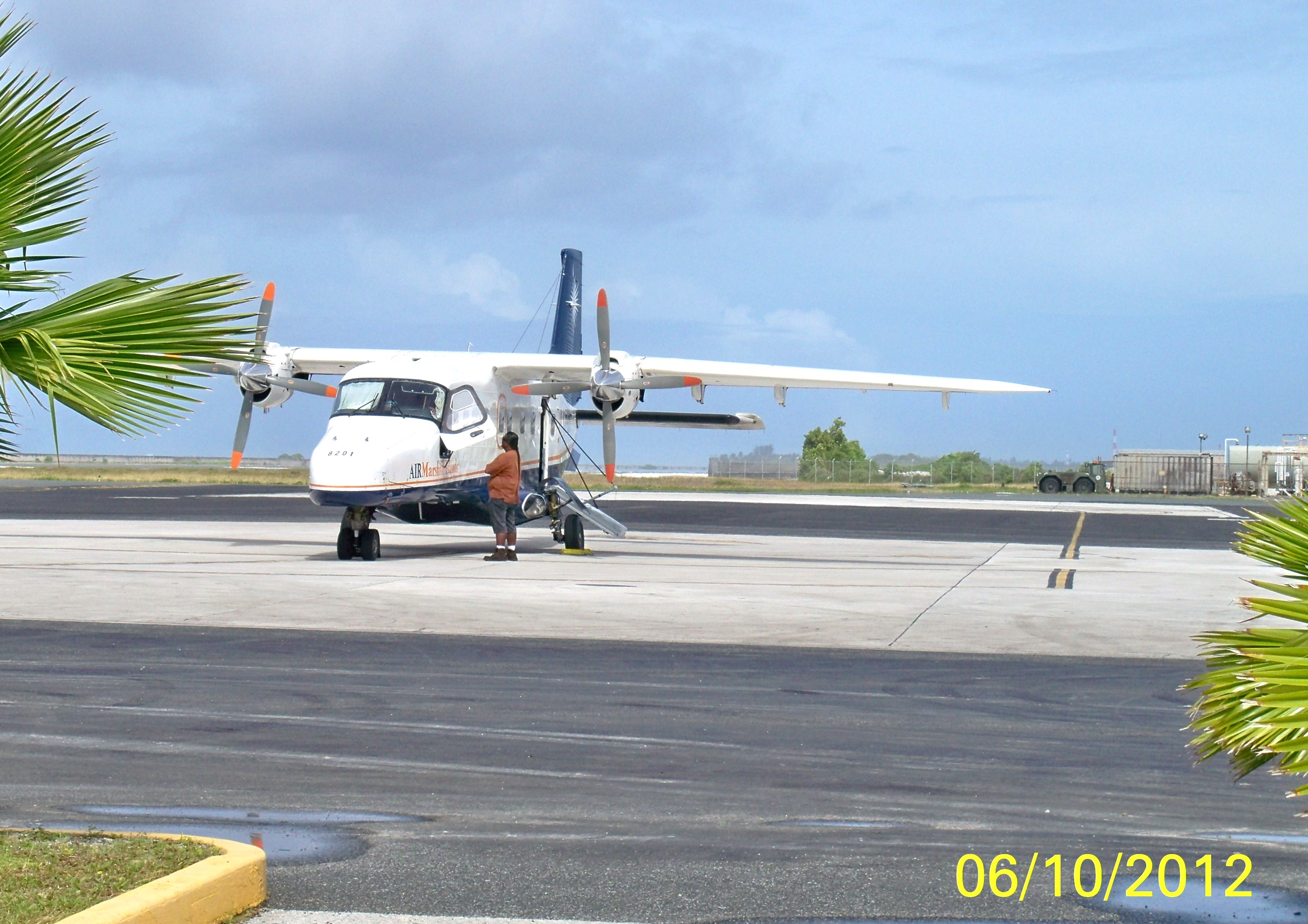
Az Air Marshall Islands Dornier 228 gépe a majurói repülőtéren 2012-ben

Az Air Marshall Islands egy majuroi székhelyű légitársaság a Marshall-szigeteken. Hivatalosan a Marshall-szigetek, nem hivatalosan Tuvalu kormányának zászlaja alatt is repül. Legfőbb bázisa a Marshall-szigeteki nemzetközi repülőtér (MAJ).

## Története
A légitársaságot 1980-ban alapították Airline of the Marshall Islands néven. Jelenlegi nevét 1989-ben kapta. A társaság 100%-os tulajdonosa a Marshall-szigetek kormánya.
2009 januárjában minden járatukat felfüggesztették, mikor a légitársaság egyetlen gépe, egy 34 üléses Bombardier Dash 8 vontatás közben antennatoronynak ütközött és megsérült a szárnya. A javításban késedelmeket okozott, hogy mikor megrendelték a szükséges alkatrészeket, nem a megfelelő szárnyhoz való alkatrészek érkeztek.

## Járatai
Az Air Marshall Islands a következő belföldi helyekre visz utasokat: Bikini-atoll, Enewetak-atoll, Kwajalein-atoll, Rongelap-atoll, valamint az Ailinglaplap-atollon található Jeh és Woja. Legtöbb járata hetente egyszer indul. Irodái Majuróban, Ebeye-szigeten és Kwajaleinen vannak.

## Flottája
Az Air Marshall Islands flottája egy darab Bombardier Dash 8 Q100 repülőgépből áll. Korábban rendelkeztek két Dornier 228-212 géppel is, emellett 1991–1996 között volt egy Douglas DC–8 gépük (1991–1992 között a Hawaiian Airlines, 1992–1996 között az Arrow Air üzemeltette), valamint 1995–1998 között egy Saab 2000 gépük.
Az Official Airline Guide (OAG) szerint az Air Marshall Islands az 1990-es években egy Douglas DC-8-62CF „Combi” repülőt és egy Hawker Siddeley HS 748 turboprop repülőgépet is üzemeltetett. A DC-8 Combi vegyes utas- és teherszállító gépként üzemelt, és Honolulura közlekedett Kwajaleinről (KWA) és Majuróból (MAJ). Ebben versenytársa volt a Continental Micronesia, amely Boeing 727-200 géppel üzemeltetett járatokat ugyanezen az útvonalon. Korábban GAF Nomad turboprop gépet is üzemeltettek.